# Juan de Ancheta

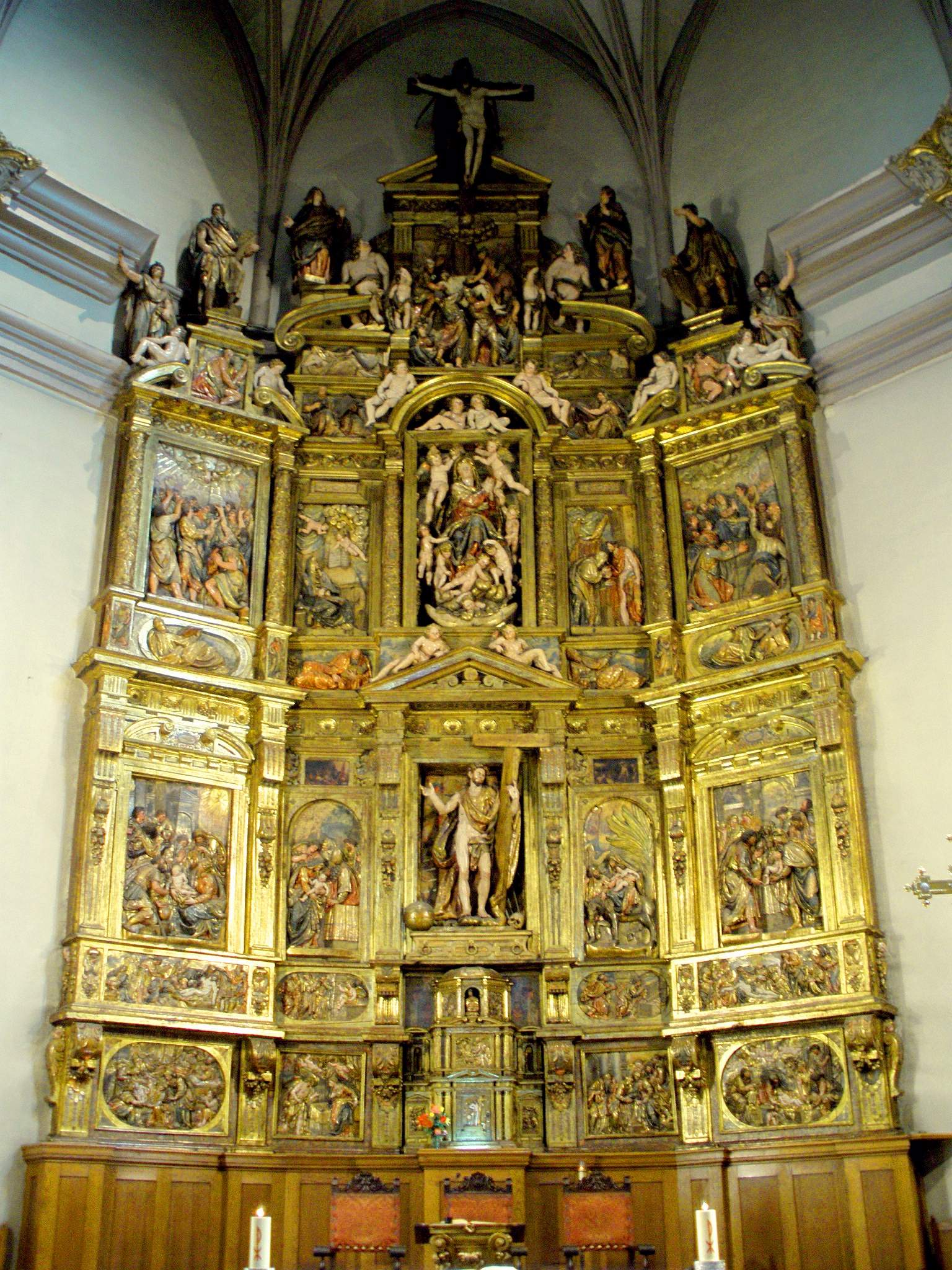
Retaule major de l'església de Santa María de Tafalla, Navarra, obra mestra de Juan de Ancheta.

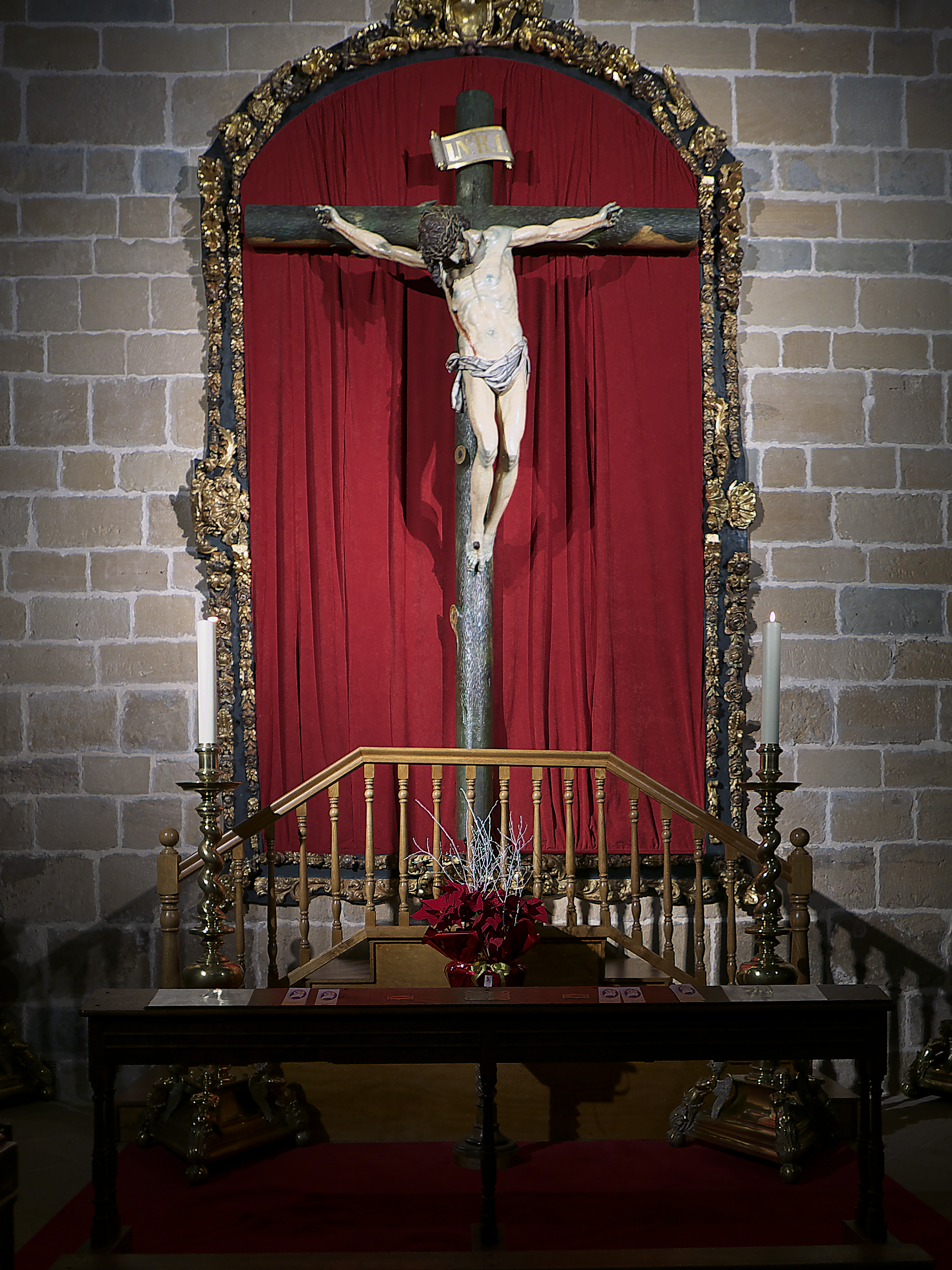
Catedral de Pamplona

Juan de Ancheta (Azpeitia, h. 1533 – Pamplona, 30 de novembre de 1588) va ser un escultor espanyol d'estil romanista. Les seves obres en fusta i alabastre van influir a l'àrea de l'actual País Basc (inclosa Navarra), Burgos, La Rioja i Aragó. El seu cognom és molt similar al del músic Juan de Anchieta, la qual cosa indueix freqüentment a confusió.

## Vida i obra
Nascut presumiblement el 1533 al barri de Urrestilla, a Azpeitia, «en una pintoresca casa-torre tardogòtica, situada en un alt, que ha sobreviscut al pas dels segles». La família va arribar a emparentar, després de diverses rivalitats, amb els Loyola.
Es creu que es va formar a Itàlia, perquè el seu estil delata influències d'importants mestres italians; però no hi ha documentació que recolzi tal estada. Cap a 1565 Ancheta estava a Valladolid, però poc després ja devia estar a Briviesca, presumiblement ajudant a Gaspar Becerra en un retaule per a l'església del convent de Santa Clara. L'estil de Ancheta delata la influència del manierisme de Becerra, enriquit amb el classicisme de l'escultura que es feia a Roma.
Ancheta havia treballat possiblement amb Becerra cap a 1558, en un retaule de la catedral de Santa María de Astorga. Va seguir treballant a l'àrea de Valladolid i Burgos, i va ser nomenat per Juan de Juni en el seu testament com l'únic escultor capaç d'acabar el seu retaule a Santa María de Mediavilla, a Medina de Rioseco. Finalment, aquest retaule seria conclòs per un altre artista, Esteban Jordán. Va tornar al País Basc i es va casar en el seu lloc d'origen amb Ana de Aguirre, cap a 1570. Aviat es van traslladar a Pamplona, van passar per Aragó i es van establir definitivament a Pamplona.
En 1571 va acabar les delicades figures del retaule de la capella dels arcàngels de sant Miguel, Gabriel i Rafael de la catedral saragossana, manada construir pel destacat financer jueu convers Gabriel Zaporta.
Cap a 1575-78 Ancheta va treballar en la capella dels Trinitaris de la catedral de Jaca; una figura de Déu Pare s'inspira directament en el Moisés de Miguel Ángel.
Abans de 1579 (probablement vers 1577), realitza per a la catedral de Pamplona un magnífic crist crucificat per encàrrec del Cabildo, a raó de 100 ducats. Aquesta obra es considera una de les millors talles de crucificat del segle xvi, juntament amb el de Pompeyo Leoni de San Lorenzo del Escorial.